# Complex arhitectonic popular (Copanca)
Complex arhitectonic popular este un complex de clădiri amplasat în Copanca, raionul Căușeni, Republica Moldova. Este un monument arhitectural de importanță națională inclus în Registrul monumentelor Republicii Moldova ocrotite de stat cu nr. 1314 (raionul Slobozia). Datează din jum. II a sec. XIX.